# El Niño Rodríguez
Javier Fernando Rodríguez (Rosario, 17 de enero de 1968), más conocido por su seudónimo El Niño Rodríguez, es un humorista, ilustrador e historietista argentino. Es el creador de la tira Lucha peluche.

## Vida
El Niño Rodríguez nació en la ciudad de Rosario, Santa Fé. Ya desde su infancia quería ser historietista, y comenzó a publicar a los 15 años en una revista de su ciudad natal. Según ha contado en una entrevista, se presentaba al trabajo en uniforme escolar, y sus colegas lo recibían diciendo "Ahí viene el niño Rodríguez", lo que originó el seudónimo.
Estudió la Licenciatura en Bellas Artes, para luego en el año 1994 mudarse a la ciudad de Buenos Aires. Durante los años '90 trabajó como ilustrador en el diario deportivo Olé, y de 1996 al 2000 hizo historietas para la marca de chicles Bazooka. También publicó en las revistas Fierro, Humor, Sexhumor, Lápiz Japonés y Skorpio.
En 2011 filmó un cortometraje titulado "Ni una sola palabra de amor", basado en grabaciones reales encontradas en un contestador automático. El cortometraje ganó premios en varios festivales, y en 2013 fue publicado en YouTube, donde se viralizó.
En 2012, creó el Sindicato Capricorniano, que "lucha por el derecho de todos los nacidos entre el 22 de diciembre y el 21 de enero".
En la actualidad se desempeña creando historietas para el diario Clarín.

## Libros
- Manual de historia argentina (1995)
- El cerebro mágico
- Lucha peluche 1 (2010)
- Lucha peluche 2 (2013)
- Lucha peluche 3 (2015)
- Lucha peluche 4  (2016)
- Lucha peluche 5 (2018)[13]
- Mi primera pandemia (2021)